# 丘赫利
49°39′52″N 26°25′33″E / 49.66444°N 26.42583°E
丘赫利（烏克蘭語：Чухелі）是位於烏克蘭西部的村莊，由赫梅利尼茨基州裡赫梅利尼茨基區的沃洛奇斯克市鎮負責管轄。該村面積2.92平方公里，海拔高度306米，2001年人口669，人口密度每平方公里229.1人。